# الویس هاموند
الویس هاموند (انگلیسی: Elvis Hammond؛ زادهٔ ۶ اکتبر ۱۹۸۰) بازیکن فوتبال اهل غنا بود.
از باشگاه‌هایی که در آن بازی کرده است می‌توان به باشگاه فوتبال نوریچ سیتی، باشگاه فوتبال لستر سیتی، باشگاه فوتبال فارن‌بورو، باشگاه فوتبال ووکینگ، باشگاه فوتبال کینگستونیان، باشگاه فوتبال ایست‌بورن بورو، باشگاه فوتبال هاستینگز یونایتد، باشگاه فوتبال چلتنهام تاون، باشگاه فوتبال ساتون یونایتد، باشگاه فوتبال فولام، و باشگاه فوتبال بریستول راورز اشاره کرد.
وی همچنین در تیم ملی فوتبال غنا بازی کرده است.